# 恩斯特·魏纳

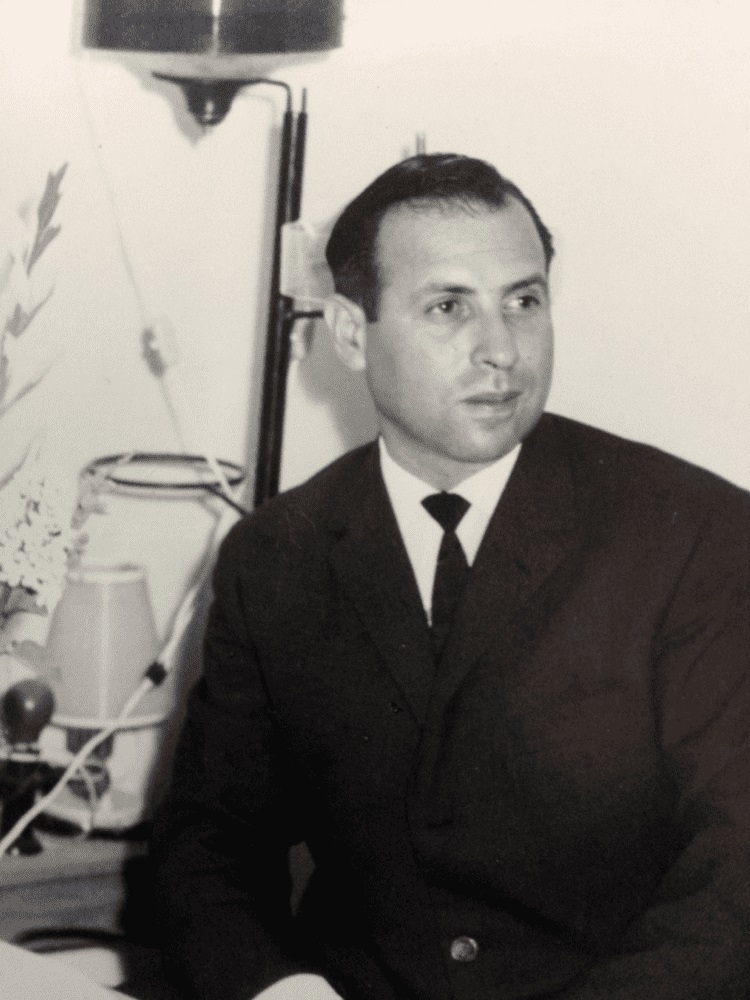
恩斯特·魏纳

恩斯特·约瑟夫·阿尔伯特·魏纳（Ernst Josef Albert Weiner，1913年12月13日—1945年12月17日）是一位纳粹德国親衛隊高級突擊隊領袖，在德占挪威曾参与摘花行动。
1945年5月8日，納粹德國簽署德國無條件投降書，第二次世界大戰歐洲戰場結束，魏纳脫下德意志國防軍制服，用假名混进位于南特伦德拉格斯特倫附近的德军战俘营。尽管在营中被识破，而且还因战争罪而受到通缉，维纳还是被转移回德国，关进了不来梅的一座营地。英国当局最终意识到了事情真相，将魏纳送回挪威。允许魏纳返回德国的两名负责人员被解雇。
魏纳在挪威遭到审讯，但一直没有被定罪：1945年12月17日，在被关押于阿克斯胡斯城堡期间，他先开枪打死一名囚犯，之后又举枪自杀。但也有其他囚犯声称维纳是被报复者殺死的。